# 西村貞 (文部官僚)
- 西村貞
- 西邨貞

西村 貞（にしむら てい / ただし / ただす、1854年2月11日（安政元年1月14日） - 1904年（明治37年）10月30日）は明治時代の日本の文部官僚、教育者。旧足利藩士。姓は西邨とも表記される。
東京開成学校（東京大学の前身の一つ）化学科に学んだのち23歳で官立大阪師範学校長となり、さらに師範学校調査のため英国スコットランドのグラスゴー自由教会師範学校（ストラスクライド大学教育学部の前身の1つ）に留学。帰国後は英国の教育書を纂訳した『小学教育新篇』を著し、東京教育協会、東京教育学会、大日本教育会の設立に関わったほか体操伝習所（筑波大学体育専門群の前身の1つ）主幹・所長を務め、当代の代表的教育理論家と目された。1887年（明治20年）以降は大日本教育会、帝国教育会の幹部として活動し、また第五高等中学校（熊本大学の前身の1つ）教頭、文部省視学官兼参事官、浄土宗学本校（佛教大学の前身、大正大学の前身の1つ）教頭、関西中学校（関西高等学校の前身）校長を歴任した。

## 来歴
安政元年1月14日（1854年2月11日）、江戸小川町の足利藩邸に生まれる。幼名は槍四郎。文久2年（1862年）より藩校および足利学校で8年間和学・漢学を学んだのち、明治3年（1870年）11月に足利藩の貢進生として大学南校に入学。貢進生制度が廃止され、校名が南校、第一大学区第一番中学と移り変わる中、英語専攻の学級に在籍して学業を続けた。明治6年（1873年）4月、同校が専門学校である開成学校（ほどなく東京開成学校と改称）に改組されると理学科の予科に編入され、翌年9月の課程改定で理学科が化学科に改められた際には松井直吉、久原躬弦、桜井錠二、杉浦重剛ら8名とともに本科に進んだ。化学科同期生のうち、松井、桜井、杉浦ら5名は明治8年（1875年）から翌年にかけて文部省派遣の貸費海外留学生に選ばれ、英米の大学に進学。久原ら3名は東京開成学校が東京大学に改組された明治10年（1877年）に理学部の第1期卒業生となったが、西村は在学5年目の明治8年に自主退学した。健康を害したことが原因といわれる。
以後、西村は教育界に進んだ。同年10月、東京英語学校三等教諭を命じられ、さらに教場取締・寄宿舎取締を兼務。同校の生徒でのちに札幌農学校を卒業した新渡戸稲造、同じく東京大学理学部を卒業した酒井佐保の2人は、西洋に大きく後れを取っている自然科学の分野で国に貢献することの重要性を説く西村に感化され、法政方面にあった志望を変更したという。明治9年（1876年）11月には官立大阪師範学校長に転じ、翌年の大和国・京都行幸の折に同校へ臨幸した明治天皇一行を迎えたほか、元東京開成学校生の中村弥六、志賀泰山、青木保を教員に招いた。明治11年（1878年）1月、文部二等属となった上で師範学科取調のため文部省から英国派遣を命じられ、同様にフランスに派遣される中川元、ドイツに派遣される村岡範為馳の2人、文部大書記官九鬼隆一を含むパリ万国博覧会日本代表団一行とともに翌2月に横浜を出港。2年間の滞在予定でスコットランドのグラスゴー自由教会師範学校に入学し、修業を終えて明治13年（1880年）10月に帰国した。
帰国後は文部一等属に進んで本省調査課および編輯局に勤務し、教則取調掛を兼務。明治14年（1881年）9月に出版した『小学教育新篇』は留学先で用いられていた学校管理法教科書を纂訳したもので、同年以降、府県師範学校で使用され、明治19年（1886年）に師範学校教科書が文部省による指定制となった際も指定教科書に選ばれている。明治14年11月、体操伝習所主幹心得兼務を命じられ、翌月には文部省准奏任御用掛となって体操伝習所主幹に就任（明治18年2月、所長に更任）。普通学務局・調査課勤務を兼ねた。明治18年（1885年）8月、文部少書記官に昇任。学務二局勤務となり、翌月から学事巡視のため東北北海道7県に派遣されたのち、同年12月の官制改革の際に非職となった。非職後は依田百川、中根淑、内田嘉一、杉浦重剛、新保磐次らと教科書出版社・金港堂の編輯所に勤務。同社から言文一致主義の国語教科書『幼学読本』を刊行したほか、杉浦、宮崎道正、小村寿太郎、高橋健三、千頭清臣、福富孝季ら南校・開成学校同窓生を中心とする17名の同志とともに新聞発行を目指して活版所を設立している。なおこの間、明治14年に能勢栄ら学習院教員と東京教育協会を結成。会長となり、明治15年（1882年）5月に東京教育会との合併により成立した東京教育学会の会長にも更任された。翌年9月に同会が拡充され大日本教育会となった後も会員として活動し、明治20年11月には辻新次会長のもとで参事員兼理事に就任。翌年、規則改定により同会に教育調査研究のための諸部門が設けられ、これが主要事業と位置づけられた際は臨時取調委員として改定に関与した。
明治21年（1888年）7月、熊本の第五高等中学校校長・野村彦四郎に招かれて同校教諭兼教頭に就任。翌年9月、野村の非職にともない校長事務取扱を命じられ、建設中だった新校舎落成後の明治23年（1890年）2月に文部省参事官に転じた。さらに翌月には文部省視学官となり、明治25年（1892年）11月に次官辻新次とともに退官するまで第一地方部（関東地方及び中部地方東部の1府10県）を担当。また師範学校事務を管掌する普通学務局第一課の課長を明治23年6月から兼務し、翌年8月以降は参事官兼任となって大臣官房教員検定課長を兼ねた。なお本省に転じてからは再び大日本教育会で活動し、明治23年7月から評議員（明治26年12月以降は常議員）を務めたほか、参事、評議員会議長（のち常議員議長）、臨時会長事務取扱委員などを歴任。義務教育費国庫負担運動に対する政府の統制を受けて、教育学術研究を主要事業の前面に掲げることになった明治26年（1893年）の規則改定や、明治29年（1896年）の帝国教育会への改組に尽力した。退官後は引き続き大日本教育会に携わる一方、明治26年頃から日本体育会の評議員を、明治28年（1895年）10月から浄土宗学本校の英語教授兼教頭を務めた。
明治30年（1897年）6月、第1次大隈内閣のもとで農商務省鉱山技監に就任した堀田連太郎に請われて福岡鉱山監督署長となり、堀田が退官した明治31年（1898年）1月に職を辞したのち、岡山の私立関西尋常中学校（翌年4月に関西中学校と改称）に招聘され4月から校長を務めた。しかし明治33年（1900年）2月、有力教員の罷免に抗議して教員13名が辞表を提出。生徒300余名も抗議活動を行う事態となり、校長を解任され東京に戻った。晩年は病を得て房州に居を移し、明治37年（1904年）10月30日にこの地で死去。没後、明治41年（1908年）12月の帝国教育会創立満二十五年紀念会で同会の功労者として表彰を受け、遺族に記念品が贈られている。

## 親族
- 兄：竹間（1850 - 1933） - 図書館員。東京大学予備門教員、教育博物館職員を経て東京図書館（のち帝国図書館）に勤務し、日本図書館協会会長を務めた。編書に『図書館管理法』（1892年）がある[28]。
- 妻：寿々子（- 1895）[29]
  - 継嗣：一[27]

## 著作
- 「大坂師範学校年報」（『文部省第四年報附録 第一』）
- 「大阪師範学校年報」（『文部省第五年報附録 第一』）
- 「体操伝習所第三年報」（『文部省第九年報附録』）
- 「体操伝習所年報」（『文部省第十年報附録』）
- 「体操伝習所第五年報」（『文部省第十一年報附録』）
- 「体操伝習所第六年報」（『文部省第十二年報附録』）

著書
- 『小学教育新篇講義録』 金港堂、1884年7月第一篇 ／ 1884年9月第二篇
- 『小学教育新篇箋解』 金港堂、1885年2月
- 『幼学読本』 金港堂、1887年5月（全8冊）
  - 古田東朔編 『小学読本便覧 第3巻』 武蔵野書院、1981年6月、ISBN 9784838600922
- 『教育一家言』 金港堂書籍、1893年4月
- 『理科読本』 博文館、1893年9月（全4冊）
  - 『理科読本』 博文館、1894年8月訂正再版（全4冊）
  - 日本科学史学会編 『日本科学技術史大系 第9巻 教育2』 第一法規出版、1965年12月 - 抄録。
  - 板倉聖宣ほか編著 『理科教育史資料 第2巻 理科教科書史』 東京法令出版、1986年10月 - 抄録。
- 『中等教科 内外教育史』 岡村愛蔵同纂、新山七之助、1896年6月
  - 石川松太郎監修 『日本教育史 5』 雄松堂出版〈教育史善本叢書〉、1988年1月

訳書
- 『小学教育新篇』 金港堂、1881年9月（全5冊）
John Gill. Introductory Text-book to School Education, Method, and School Management. などを纂訳したもの。
  - 『小学教育新篇』 金港堂、1886年6月校正再版（全5冊）
  - 『小学教育新編』 雄松堂書店〈明治初期教育稀覯書集成〉、1981年6月（全5冊）
- 『地文新篇』 金港堂、1884年8月（全3冊）
トマス・ヘンリー・ハクスリー Physiography. を訳述したもの。
  - 日本科学史学会編 『日本科学技術史大系 第8巻 教育1』 第一法規出版、1964年12月 - 抄録。
  - 前掲 『理科教育史資料 第2巻 理科教科書史』 - 抄録。

## 関連文献
- 倉林三郎 「地域に根ざした教科書のルーツ『地文新篇』〔地文教科書（1884年）〕に学ぶ(1)」（『地学教育と科学運動』第50号、2005年12月、NAID 110007160196）
  - 「地域に根ざした教科書のルーツ『地文新篇』〔地文教科書（1884年）〕に学ぶ(2)」（『地学教育と科学運動』第51号、2006年3月、NAID 110007160203）
- 伊藤稔明 「「小学校ノ学科及其程度」と地文学」（『理科教育学研究』Vol.47 No.1、日本理科教育学会、2006年7月、NAID 110006884570）
- 満岡誠治 「西村貞訳述「小学教育新篇」を通した英国小学校建築におけるクラスルーム、運動場、ギャラリーの我が国への移入」（『日本建築学会九州支部研究報告』第53号3、2014年3月、NAID 110009817706）